# 長き夜 (ゲーム・オブ・スローンズ)
『長き夜』は、HBOで放送されたファンタジー・ドラマ・シリーズである『ゲーム・オブ・スローンズ』のシーズン8(最終章)の第3話である。ショーランナーのデイヴィッド・ベニオフ & D・B・ワイスによって脚本が書かれ、ミゲル・サポチニクが監督した。
夜、死者の大軍がウィンターフェルに押し寄せ、メリサンドルの炎の魔法、デナーリスとジョンの操るドラゴン、そして生者の守備軍を圧倒し勝利をおさめそうになる。アリアが〈夜の王〉を倒すと、すべてのホワイト・ウォーカーと亡者は動きを止める。
タイトルは夜に戦われたウィンターフェル攻防戦だけでなく、数千年前に初めてホワイト・ウォーカーがウェスタロスに現れた冬の呼び名でもある。

## あらすじ

### ウィンターフェルにて
ジョラー・モーモント (イアン・グレン)率いるドスラク軍とグレイ・ワーム(ジェイコブ・アンダーソン)率いる〈穢れなき軍団〉がウィンターフェル城外で待ち受けるところに、メリサンドル( カリス・ファン・ハウテン)が戻り、魔法でドスラク軍の剣に炎を燃え立たせる。ドスラク人は突撃するが壊滅させられ、〈死者の軍団〉の亡者(ワイト)たちは圧倒的な数で城に押し寄せる。デナーリス・ターガリエン(エミリア・クラーク)とジョン・スノウ(キット・ハリントン)は、ドラゴンに乗り亡者たちを焼き払う。だが〈夜の王〉の起こした吹雪により視界がさえぎられて苦戦する。アリア(メイジー・ウィリアムズ)は姉サンサ・スターク(ソフィー・ターナー)に地下に逃げるよう求める。サンサは地下に隠れていたティリオン(ピーター・ディンクレイジ)、ミッサンデイ(ナタリー・エマニュエル)、ヴァリス(コンリース・ヒル)、ジリ(ハンナ・マリー) らに会う。エディソン・トレット(ベン・クロンプトン)はサム(ジョン・ブラッドリー)を守って死ぬ。ジェイミー(ニコライ・コスター＝ワルドー)とブライエニー(グェンドリン・クリスティー)は必死に戦う。生者の軍は城内に撤退する。
守備軍は城壁を取り囲む溝に火矢で点火しようとするが吹雪で果たせず、メリサンドルが魔法で着火する。だが亡者たちが身を投じて炎の勢いを弱め、そこから亡者たちが城に殺到し、城壁を乗り越えて城内に入り込む。リアナ・モーモント(ベラ・ラムジー)は亡者となった巨人と相討ちになる。デナーリスの乗るドロゴン、ジョンの乗るレイガルは、〈夜の王〉の乗るヴィセーリオンと戦う。〈夜の王〉は地上に落下し、ドロゴンの吐く炎に焼かれてもびくともしない。地上に投げ出されたジョンが向かうが、〈夜の王〉は守備軍の死者を亡者として蘇らせてジョンを圧倒する。城内でベリック・ドンダリオン(リチャード・ドーマー)とサンダー・クレゲイン(ロリー・マッキャン)はアリアを亡者から守り、ドンダリオンは真の死を迎える。メリサンドルはアリアに再会し、予言を成就するよう求める(『登壁』)。地下の墳墓でも死者が蘇り、サンサやティリオンは危機にさらされる。亡者がドロゴンに殺到し、地上に投げ出されたデナーリスをジョラーが守る。
〈神々の森〉でブラン・スターク( アイザック・ヘンプステッド＝ライト)は囮となり、シオン・グレイジョイ(アルフィー・アレン)と鉄諸島人に守られる。だが圧倒的な数の亡者に追い詰められ、そこに〈夜の王〉が来てシオンを殺す。さらにブランを殺そうとしたとき、アリアがヴァリリア鋼の短剣で〈夜の王〉を刺すとその体は崩壊し、他のホワイト・ウォーカーも同様に消える。ヴィセーリオンを含むすべての亡者は倒れる。ジョラーは重傷を負いデナーリスの腕の中で死ぬ。ダヴォス・シーワース(リアム・カニンガム)はシリーンを殺したメリサンドルを追うが、メリサンドルは自ら魔法の首飾りを外し、肉体は急速に老いて朽ち果てる(『紅の女』)。

## 製作

### 脚本
原作者との話し合いにより、未刊の原作『冬の狂風』および『A Dream of Spring』に基づいて脚本が書かれた。

### 撮影
本エピソードの戦闘シーンは北アイルランドで11週、55夜を費やして撮影された。

## 評判

### 視聴者数
本エピソードの初回放送は全米で1202万人に視聴され、シリーズ史上二番目に高い数字となった。

## 参照
1. ↑  “The Long Night”. HBO. 2019年4月28日閲覧。
2. ↑  “‘Game of Thrones’ Season 8 Locations: Where Is GoT Filmed?”. Heavy.com. 2019年4月14日閲覧。
3. ↑  “The Long Night: how they filmed Game of Thrones’ grisliest battle yet”. The Daily Telegraph 2019年4月29日閲覧。
4. ↑  Trumbore, Dave (2019年4月29日). “'Game of Thrones' Battle of Winterfell Explained in 40-Minute Behind-the-Scenes Video” (英語). Collider. 2019年4月29日閲覧。
5. ↑  Metcalf, Mitch (2019年4月30日). “Updated: ShowBuzzDaily's Top 150 Sunday Cable Originals & Network Finals: 4.28.2019”. Showbuzz Daily. 2019年4月30日閲覧。